# Infanterie-Division Ostpreußen
La Infanterie-Division Ostpreußen fu una divisione dell'esercito tedesco attiva durante la seconda guerra mondiale.

## Storia
La divisione fu istituita il 17 aprile 1944, nell'area di addestramento militare di Mielau nella Prussia orientale vicino a Zegrze. Il 20 giugno la divisione fu inviata al in Italia e lì il 3 luglio fu utilizzata  per rinfrescare la 65. Infanterie-Division, precedentemente decimata nei pressi di Nettuno.

## Ordine di battaglia
- Grenadier-Regiment Ostpreußen 1
- Grenadier-Regiment Ostpreußen 2
- Pionier-Bataillon Ostpreußen
- Panzerjäger-Kompanie Ostpreußen
- Nachrichten-Kompanie Ostpreußen
- Divisionsnachschubtruppen Ostpreußen[1]